# Stanway (Essex)
Stanway – wieś w Anglii, w hrabstwie Essex, w dystrykcie Colchester. Leży 29 km na północny wschód od miasta Chelmsford i 78 km na północny wschód od Londynu. Miejscowość liczy 7600 mieszkańców.